# 糟屋武則

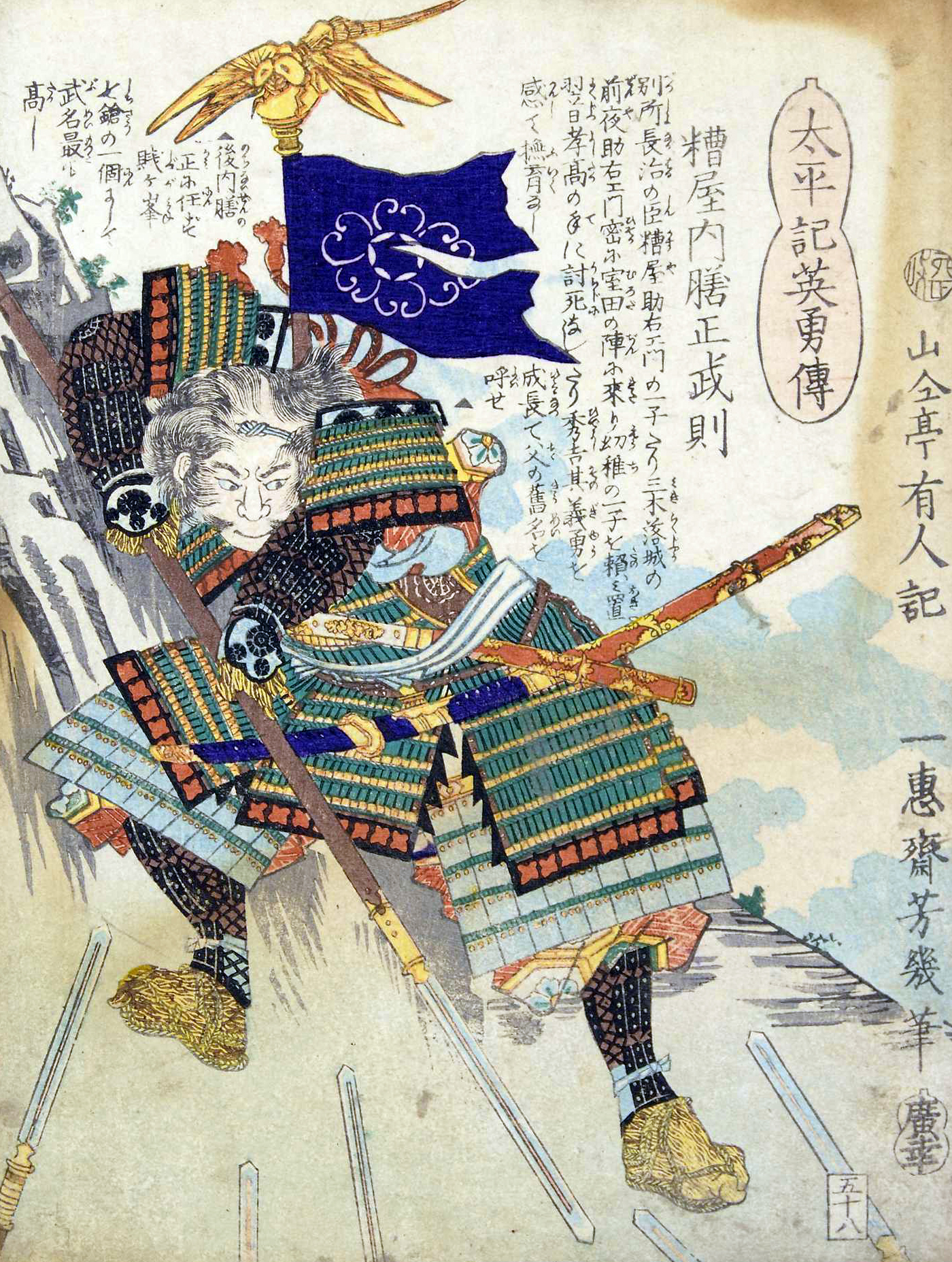
太平記英勇伝五十八：糟屋内膳正武則」（落合芳幾作）

糟屋武則（1562年—1607年）是日本安土桃山時代及江戶時代的武將、大名。最初播磨國別所氏家臣。原姓志村，又名加須屋真雄，黑田孝高推薦下，成為羽柴秀吉的家臣。

## 生平
1583年參加賤岳之戰，被譽為賤岳七本槍之一。在關原之戰中，他是賤岳七本槍中唯一參加西軍的人物。派兵出征攻打伏見城及關原的戰鬥。戰後領地被沒收。1602年成為德川家的旗本，俸祿500石，1605年病逝。其子宗孝為豐臣效力，在大坂之役中戰死。